# Chester Hamlin Werkman
Chester Hamlin Werkman (* 17. Juni 1893 in Fort Wayne; † 10. September 1962 in Ames, Iowa) war ein US-amerikanischer Mikrobiologe.

## Leben
Seine Eltern, ein Barbier und eine Lehrerin, hatten englische, deutsche und niederländische Wurzeln. Chester hatte eine Schwester namens Iona. Zusammen mit seiner Gattin Cecile hatte er einen Sohn namens Robert.
Nach der Schulzeit in Fort Wayne arbeitete er kurzzeitig bei einer Eisenbahngesellschaft. Dann ging er an die Purdue University, um mit Hauptfach Chemie zu studieren. Das Studium schloss er 1919 ab. Für wenige Monate führte er dann Routineuntersuchungen für die Food and Drug Administration in der Abteilung Landwirtschaft durch. Dann ging er an die University of Idaho. 1920 entschloss er sich an die Iowa State University in die Abteilung Bakteriologie zu gehen, wo er 1923 seinen Doktortitel bekam. 1924/25 war er an der University of Massachusetts, kehrte dann aber wieder an die Iowa State University zurück, wo er dann zeitlebens blieb. Offiziell war er dort ab 1933 Professor.

## Werk
Beeinflusst von Albert Jan Kluyver richtete Werkman den mikrobiologischen Forschungszweig, der bis dahin eine aus Botanik und Zoologie stammende Methodik verwendete, auf biochemische Methoden aus.
In seinen Laboratorien arbeitete er im Laufe der Zeit mit zahlreichen Forschern zusammen, darunter Lester O. Krampitz und Merton F. Utter. Zu einem herausragenden Ergebnis führte 1936 die Arbeit mit Harland G. Wood, als die Entdeckung gelang, dass CO2 durch Carboxylierung auch von heterotrophen Lebewesen verwertet werden kann. Diese Arbeiten wurden an Propionibakterien durchgeführt, nachdem Cornelis Bernardus van Niel in Kluyvers Labor ihre Klassifizierung vorgenommen hatte.

## Auszeichnungen
- 1944: Ehrendoktor der Purdue University
- 1946: Wahl in die National Academy of Sciences